# Lesothos flagga
Lesothos flagga är en trikolor i färgerna blått, vitt och grönt, där det vita bandet är något bredare. Flaggan har en traditionell huvudbonad från basothofolket i mitten. Flaggan antogs av Lesotho vid 40-årsfirandet av självständigheten den 4 oktober 2006, och ersatte då den tidigare flaggan från 1987. Proportionerna är 2:3.

## Symbolik
Det vita står för fred och grönt står för välstånd. Den blå färgen symboliserar pula, det livgivande regnet som är en avgörande förutsättning för allt levande i det torra klimatet. Begreppet pula förekommer även i landets valspråk och i Botswanas flagga. Stråhatten i mitten är en traditionell symbol som även förekom i den flagga som antogs vid självständigheten 1966.
Huvudbonaden mokorotlo är en nationalsymbol som ingår i Lesothos nationaldräkt, även om stråhatten är av relativt sent datum. Det finns inga bevis på att den har använts före år 1900, och det var inte förrän under åren kring andra världskriget som huvudbonaden fick större spridning bland befolkningen. Under 1950-talet användes hatten av politiska ledare som ett sätt att markera samhörighet med de traditionella stam- och byhierarkierna. Huvudbonadens form sägs komma från Qiloane, de bergsformationer som ligger nära Thaba Bosiu, och ordet mokorotlo kommer från korotla, vilket betyder "uttrycka meningsskiljtaktigheter". Enligt traditionen brukade kungen eller byhövdingen ta av sig sin mokorotlo inför avgörandet av en tvist.

## Historik
Den flagga som antogs vid självständigheten från Storbritannien 1966 användes även av det då dominerande politiska partiet, Basutoland National Party. En ny nationsflagga utan politiska övertoner antogs den 20 januari 1987, året efter statskuppen 1986. Denna flagga var delad diagonalt; den översta vänstra delen var vit med en del av riksvapnet i brun silhuett (sköld med strutsfjädrar, en assagai och en klubba). Den nedersta högra delen var delad i två, en blå rand parallellt med diagonalen och en grön trekant längst ner till höger.
Dagens flagga anknyter till den som antogs vid självständigheten, samtidigt som den använder de färger som fanns i flaggan från 1987.

### Tidigare flaggor

Lesothos flagga 1966-1987
Lesothos flagga 1987-2006